# Akamás (syn Thésea)

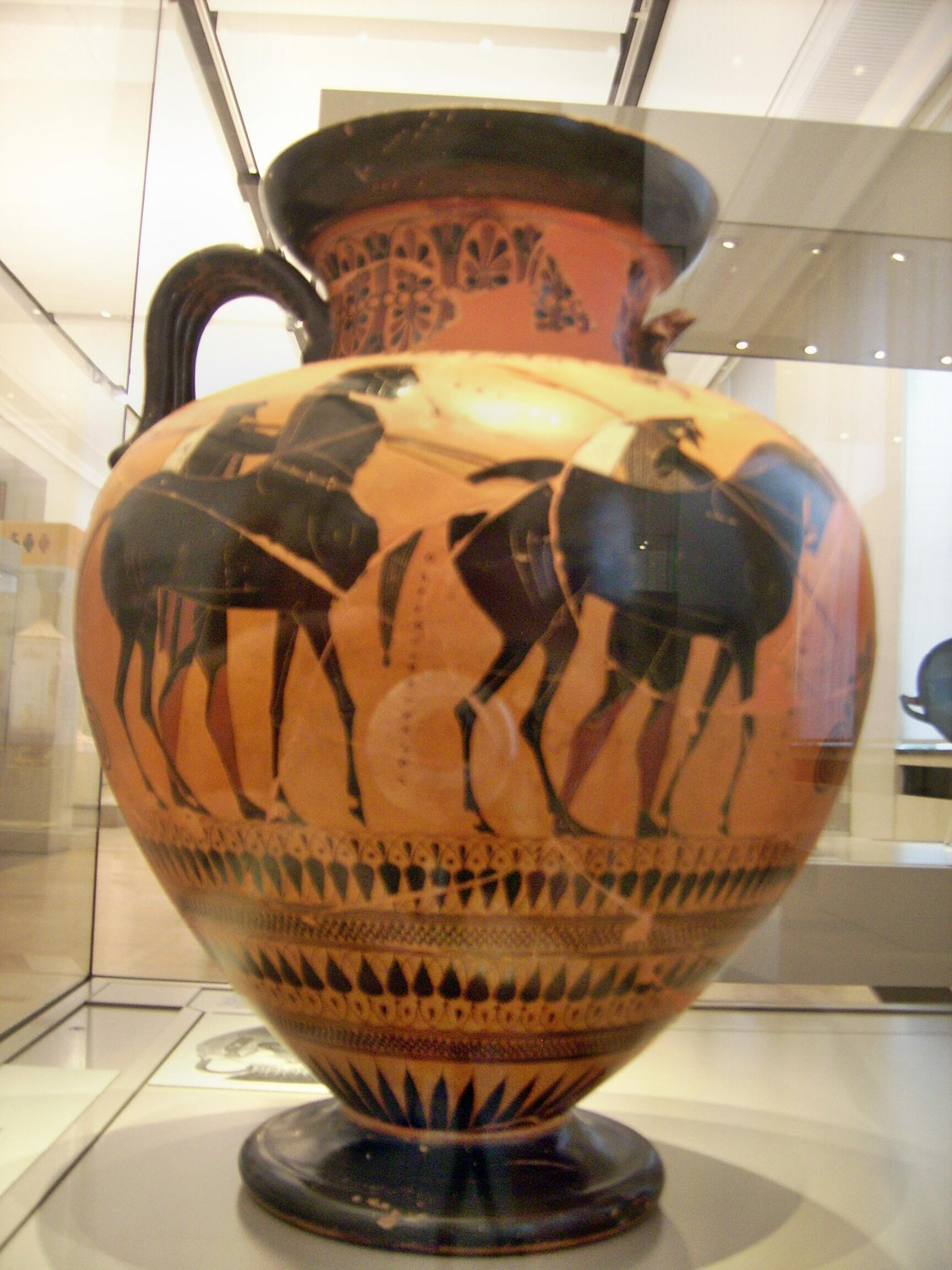
Akamás a Démofón, černofigurová amfora, cca 540 před Kristem

Akamás nebo Akamás (řecky Ἀκάμας – Akamas, latinsky Acamas) je v řecké mytologii syn hrdiny Thésea a Faidry, dcery krétského krále Minoa.
Po mnoha dobrodružstvích, odešel Théseus do války proti Amazonkám, kde se setkal s krásnou Amazonkou Antiopé, kterou unesl a oženil se s ní. Antiopé mu pak porodila syna Hyppolita. Amazonky se však po čase vrátily, aby ji vysvobodili, ale Antiopé se přidala na stranu manžela a v boji zahynula.
Théseus se později oženil podruhé, vzal si Adriadninu sestru Faidru. Z tohoto manželství se jim narodili synové, Akamás a Démofón.
I toto manželství však neskončilo dobře, protože syn z prvního manželství Hippolytos urazil bohyni lásky Afroditu tím, že odmítl její lásku a ta mu se mu pomstila tak, že se jejím přičiněním Faidra do něj zamilovala a když ho pak sváděla a on její lásku neopětoval, zákeřně ho před otcem obvinila, že ji chtěl znásilnit a způsobila mu tak záhubu.
Akamás a Démofón mezitím vyrostli ve statné mládence, kteří odešli bojovat do trojské války. Akamás se zúčastnil soutěže na počest Achillea, kde bojoval v pěstním souboji. Následně při dobývání Tróje s bratrem osvobodil svou babičku Aithru, která tam byla v doprovodu krásné Heleny odvedena jako otrokyně.
Během pobytu v Tróji získal Akamás náklonnost Laodiky, dcery trojského krále Primaa a zplodil s ní syna Mounita, který byl později vychováván osvobozenou Aithrou.